# Gedania II Gdańsk
Energa Gedania II Gdańsk – nieistniejący współcześnie drugi zespół kobiecej sekcji siatkarskiej Gdańskiego Klubu Sportowego Gedania.

## Skład zespołu na sezon 2007/2008
- Pierwszy trener :  Witold Jagła
- Drugi trener :  Agnieszka Lewandowska

| Numer | Nazwisko             | Wzrost | Narodowość | W klubie od | Pozycja      |
|       | Żaneta Rzepnikowska  | 1,70   | Polska     |             | atakująca    |
|       | Daria Bąkowska       | 1,74   | Polska     |             | atakująca    |
|       | Aleksandra Szymańska | 1,86   | Polska     |             | środkowa     |
|       | Patrycja Lewicka     | 1,80   | Polska     |             | środkowa     |
|       | Joanna Wojciechowska | 1,72   | Polska     |             | libero       |
|       | Daria Makar          | 1,82   | Polska     |             | rozgrywająca |
|       | Anna Łozowska        | 1,80   | Polska     |             | środkowa     |
|       | Monika Kwiatkowska   | 1,68   | Polska     |             | libero       |
|       | Magdalena Obłońska   | 1,69   | Polska     |             | przyjmująca  |
|       | Joanna Kocemba       | 1,82   | Polska     |             | atakująca    |
|       | Małgorzata Łysiak    | 1,79   | Polska     |             | środkowa     |
|       | Paulina Szpak        | 1,84   | Polska     |             | rozgrywająca |
|       | Alicja Otmianowska   | 1,80   | Polska     |             | atakująca    |
|       | Karolina Suwińska    | 1,89   | Polska     |             | środkowa     |